# Pallenopsis longiseta
Pallenopsis longiseta är en havsspindelart som beskrevs av Turpaeva, E.P. 1957. Pallenopsis longiseta ingår i släktet Pallenopsis och familjen Phoxichilidiidae. Inga underarter finns listade i Catalogue of Life.